# Provider
"Provider" é uma canção escrita por Chad Hugo e Pharrell Williams, gravada pela banda N.E.R.D.
É o terceiro single do álbum de estreia lançado a 12 de Março de 2002, In Search Of....